# George Leonard Trapp
George Leonard Trapp, kanadski letalski častnik, vojaški pilot in letalski as, * 1. julij 1894, New Westminster, Britanska Kolumbija, † 13. november 1917, Belgija (KIA).
Podporočnik Trap je v svoji vojaški službi dosegel 6 zračnih zmag.

## Življenjepis
Med prvo svetovno vojno je bil od januarja 1917 pripadnik Kraljeve pomorske zračne službe (pred vojno je študiral mehanično inženirstvo).
2. julija 1917 je bil dodeljen 10. pomorskemu eskadronu.
Tri zračne zmage je dosegel s Sopwith Triplane, 3 pa s Sopwith Camel.
13. novembra istega leta ga je sestrelil Bruno Justinius (Jasta 35). V vojni sta umrla tudi oba njegova brata. Njegova sestra se je poročila s Raymondom Collishawom.